# Pflanzkelle

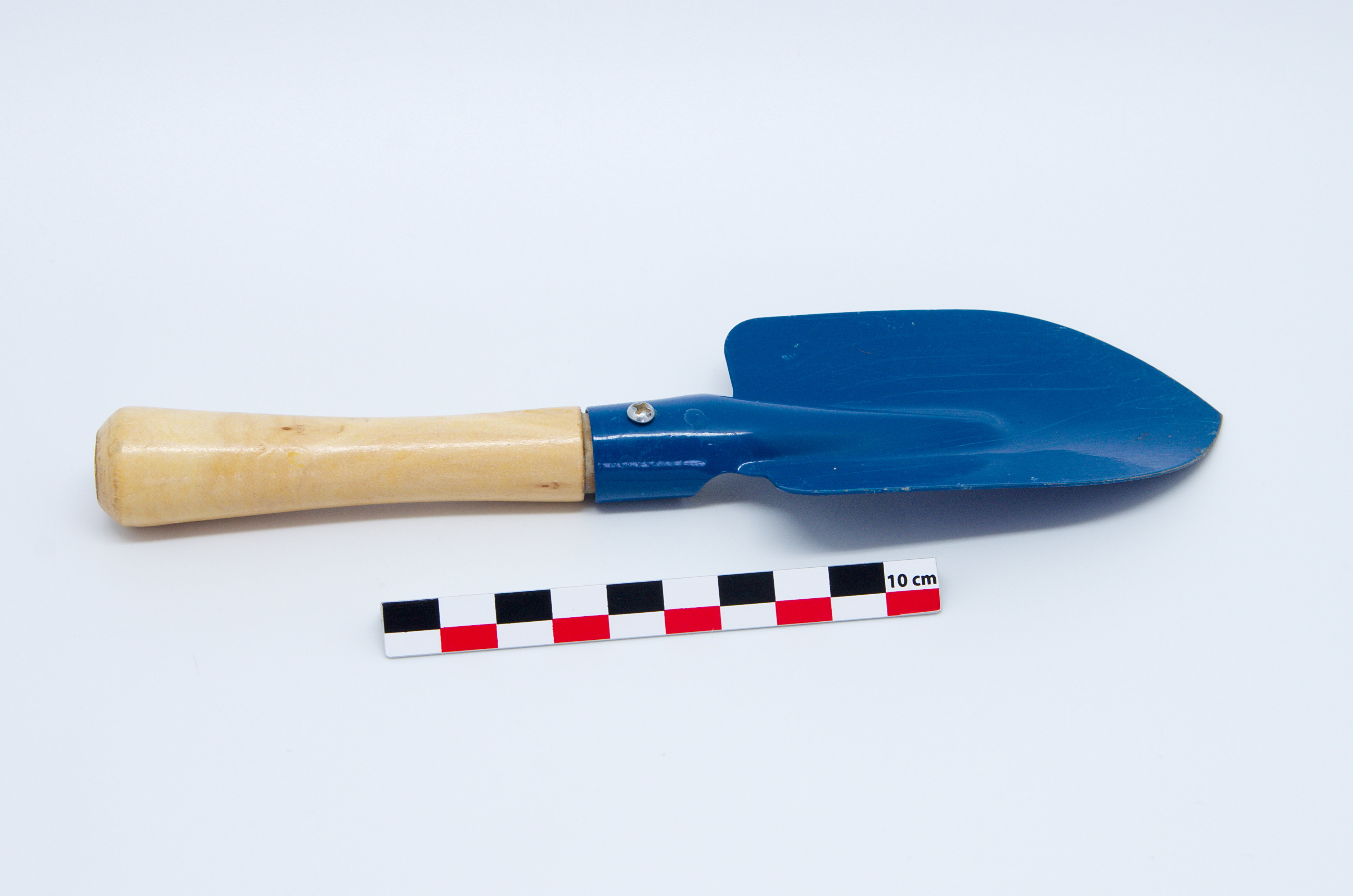
Eine Pflanzkelle

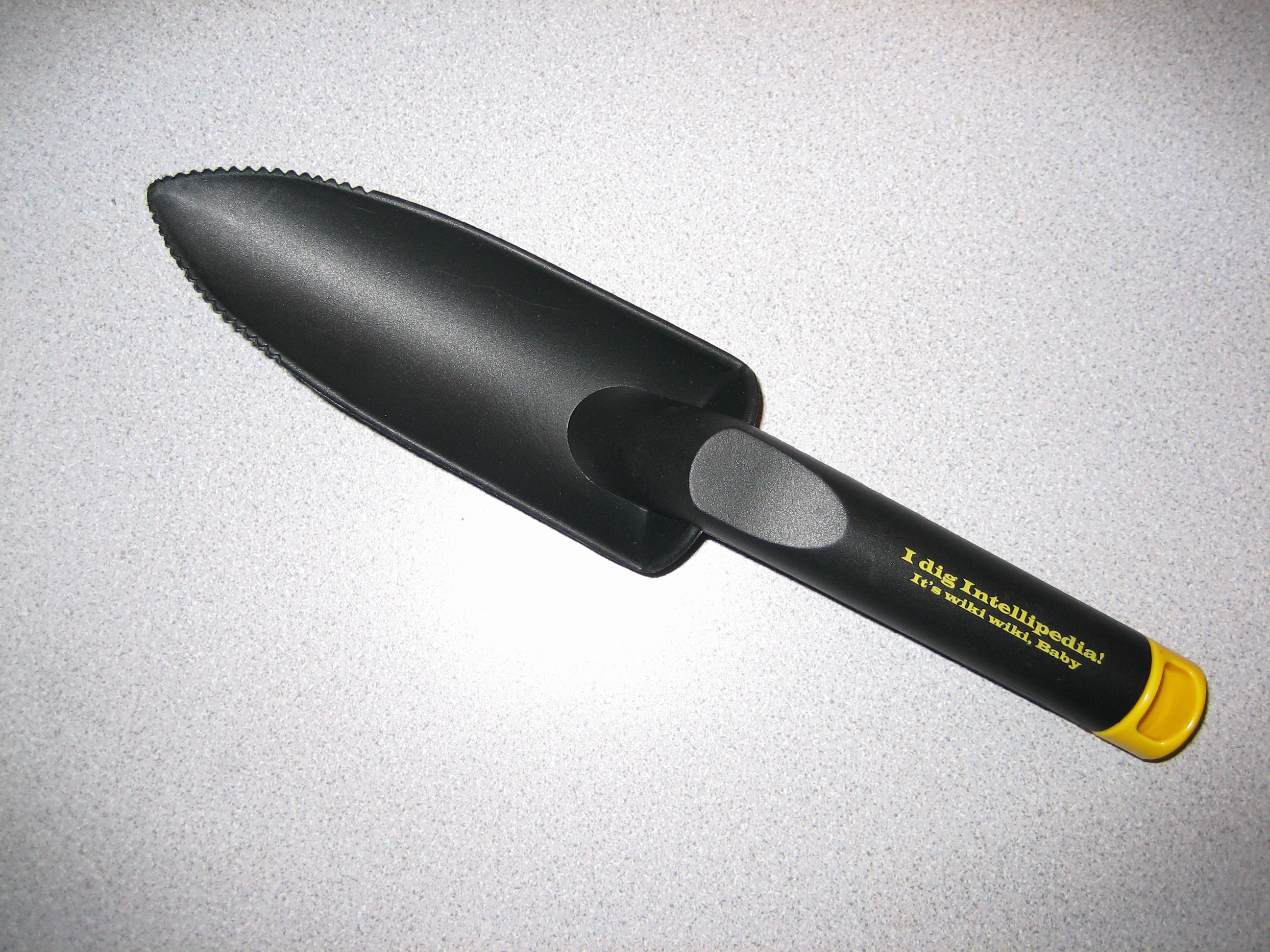
Die Kelle von Intellipedia

Eine Pflanzkelle, manchmal auch Blumenkelle, ist ein ungefähr 30 cm langes Gartengerät, das genutzt wird, um Löcher zum Einsetzen von Pflanzen in den Boden zu graben. In der Literatur aus der ersten Hälfte des 19. Jahrhunderts ist zu lesen, dass die Geräte Maurerkellen sehr ähnlich waren.
Eine Pflanzkelle bestand früher wie eine Maurerkelle aus einem metallenen Blatt, das über einen geschwungenen Stiel mit dem Holzgriff verbundenen war. Während das Blatt bei der Maurerkelle eben ist, werden heute nur noch Pflanzkellen mit geschwungenem Blatt angeboten. Meist ist dieses fast gerade aus einem Stück mit dem Griff und dieser ist mit einem Handschutz aus Plastik versehen. Nur höherpreisige Modelle sind auch heute noch mit einem Holzgriff versehen.
Vor der Mechanisierung der Landwirtschaft waren Pflanzkellen gebräuchliche Werkzeuge in der Landwirtschaft, um Feldfrüchte wie Färberkrapp, Weber-Karde, Tabak, Rüben und andere nach der Anzucht auf den Acker zu versetzen. Dazu gab es in Fachbüchern detaillierte Anleitungen zur Benutzung, in denen beispielsweise stand, mit welchem Bein wo gekniet werden sollte und von welcher Seite ein Helfer die Pflanzen anreichen sollte.
Heute werden Pflanzkellen nur noch im Gartenbau benutzt. Die mit 6–8 cm breitem Werkzeugblatt versehenen Geräte werden hauptsächlich für Arbeiten in beengten Verhältnissen wie Blumenkästen, Blumentrögen oder kleinen Beeten zum Pflanzen von Stauden, Sonnenblumen und Zwiebelpflanzen verwendet. Der Vorteil ihres Einsatzes im Vergleich zum Pflanzholz ist, dass auch in tieferen Schichten genug Freiraum für die Wurzeln geschaffen werden kann und dass genug gelockerte Erde für ein optimales Pflanzbett zur Verfügung steht.

## Trivia
Das Informationsnetzwerk Intellipedia der CIA benutzte als Werbemittel eine stilisierte Pflanzkelle, um Mitarbeiter für erfolgreiches „Gärtnern“ des Wikis zu belohnen.